# Králova Lhota, Písek
Králova Lhota là một làng thuộc huyện Písek, vùng Jihočeský, Cộng hòa Séc.